# Spezifische Festigkeit
Die spezifische Festigkeit {\displaystyle R_{spez}} eines Werkstoffs ist das Verhältnis der Festigkeit {\displaystyle R_{m}} zur Dichte {\displaystyle \rho } und wird als Quotient wie folgt berechnet: {\textstyle R_{spez}={\frac {R_{m}}{\rho }}}.

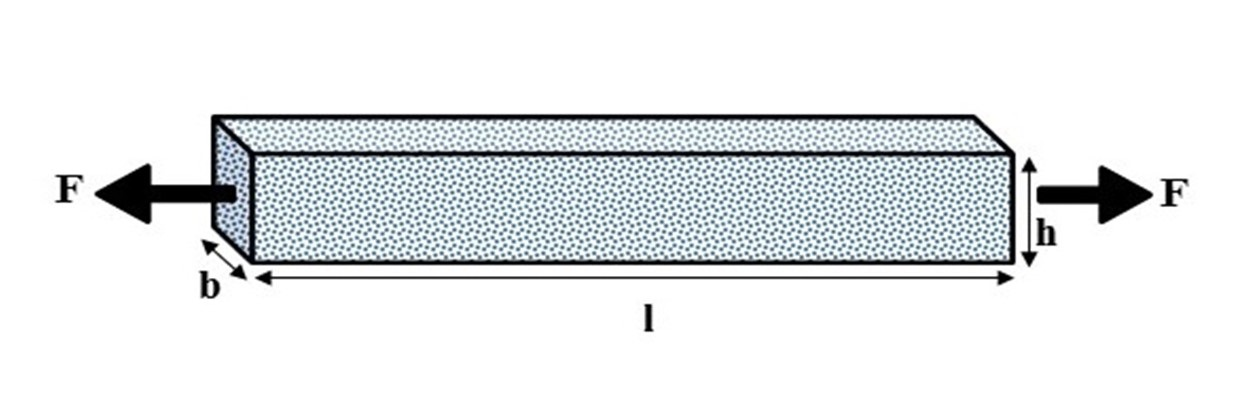
Abb 1: Rechtwinkliger Stab unter Einwirkung einer Zugkraft F in Achsenrichtung (l = Länge, b = Breite, h = Höhe)

Die Werte von {\displaystyle R_{spez}} werden verwendet, um Werkstoffe im Hinblick auf eine minimale Bauteilmasse auszuwählen (Hinweis: In der Umgangssprache wird statt „Masse“ häufig der Begriff „Gewicht“ verwendet). Je höher der Wert von Rspez ist, umso leichter kann ein Bauteil sein, das einer bestimmten Festigkeitsanforderung genügen muss. Diese Aussage gilt – genau genommen – nur für Bauteile mit spezieller länglicher Geometrie wie Stäbe, Rohre, Drähte und Seile, wenn die Kraft F in Richtung der Längsachse wirkt (siehe Abb. 1). Die spezifische Festigkeit bezieht sich im Allgemeinen auf die Zugfestigkeit. Die o. g. Aussagen können aber auch auf die Druckfestigkeit übertragen werden, man spricht dann von der spezifischen Druckfestigkeit.
Für Bauteile mit komplexer Geometrie, bei denen mehrachsige mechanische Spannungen zu berücksichtigen sind, ist die spezifische Festigkeit lediglich ein vorläufiger Anhaltspunkt für die Werkstoffauswahl. Auf eine analytische oder numerische Berechnung der Bauteilmasse für die in Frage kommende Werkstoffe kann nicht verzichtet werden (wobei nicht nur die Festigkeitsaspekte, sondern auch die Steifigkeitsanforderungen zu berücksichtigen sind).
Aus der spezifischen Festigkeit kann man die so genannte Reißlänge berechnen, indem man {\displaystyle R_{spez}} durch die Schwerebeschleunigung ({\displaystyle g\approx 9{,}81\;\mathrm {m/s^{2}} }) dividiert. Sie ist die Länge, bei der ein frei hängender Draht bzw. ein frei hängendes Seil durch die eigene Gewichtskraft theoretisch oben reißt. Die Reißlänge erlaubt dieselben Aussagen betr. Werkstoff und Bauteilmasse wie die spezifische Festigkeit.

## Mathematische Zusammenhänge
Der in Abbildung 1 gezeigte rechtwinklige Stab hat das Volumen V, das sich durch Multiplikation von Länge, Höhe und Breite errechnet.
Wenn der für den Stab verwendete Werkstoff die Dichte {\displaystyle \rho } besitzt, ergibt sich seine Masse {\displaystyle m} wie folgt: {\displaystyle m=\rho \cdot l\cdot b\cdot h}
Die axiale Zugspannung {\displaystyle \sigma }, die auf den Stab wirkt, ist definitionsgemäß der Quotient von Zugkraft und Querschnittsfläche. Da ihr maximal erlaubter Wert Rm beträgt, resultiert folgender Zusammenhang: {\textstyle \sigma ={\frac {F}{(b\cdot h)}}=R_{m}}
Durch Umformen dieser Gleichung erhält man: {\textstyle b\cdot h={\frac {F}{R_{m}}}}
Benutzt man diesen Zusammenhang zum Umformen der ersten Gleichung, ergibt sich als Resultat: 
{\displaystyle m=F{\frac {\rho \cdot l}{R_{m}}}=F{\frac {l}{R_{spez}}}}
Dementsprechend kann der Stab eine umso geringere Masse haben, also umso leichter sein, je höher der Wert der spezifischen Festigkeit ist.

## Beispiele
In der Tabelle sind Zugfestigkeit, Dichte und spezifische Festigkeit für sechs Werkstoffe aufgelistet. Aufgrund ihrer hohen spezifischen Festigkeit werden hochfeste Stähle, Aluminiumlegierungen und Kunststoffe mit Glasfasern für Leichtbauteile von Automobilen, Lastkraftwagen und Schienenfahrzeugen verwendet. Carbonfaser-verstärkte Kunststoffe bieten das maximale Verhältnis von Festigkeit zu Dichte, werden aber wegen ihren hohen Kosten nur vereinzelt im Fahrzeugbau, dagegen häufig in der Luft- und Raumfahrt eingesetzt. Bei den faserverstärkten Kunststoffen ist zu berücksichtigen, dass die in der Tabelle genannten hohen Festigkeiten nur in Richtung der Fasern, aber nicht senkrecht zu ihnen erreicht werden. 
|                                          | Bemerkungen                                                               | Zugfestigkeit [N/mm²] | Dichte [g/cm³] | spezifische Festigkeit [N.m/g] | Quelle |
| ---------------------------------------- | ------------------------------------------------------------------------- | --------------------- | -------------- | ------------------------------ | ------ |
| Tiefziehstahl DC 01 (nach DIN EN 10130)  | Festigkeit hängt von der Verarbeitung der Bleche ab                       | 270–410               | 7,85           | 34–52                          | [ 2 ]  |
| Legierter Baustahl Nr. 1.0037            | Festigkeit hängt von mechanischer Vorbehandlung ab                        | 360–510               | 7,85           | 46–65                          | [ 3 ]  |
| Hochfester Stahl Typ: CP-570Y780T        | Stahl muss warm gewalzt werden                                            | 780                   | 7,85           | 99                             | [ 4 ]  |
| Aluminiumlegierung EN AW 6061-T6         | „T6“ bedeutet lösungsgeglüht und warm ausgelagert                         | 290                   | 2,7            | 107                            | [ 5 ]  |
| Polypropylen mit Glaslangfasern          | 11 mm lange Fasern in einer Ebene; senkrecht dazu geringe Festigkeit      | 140                   | 1,34           | 104                            | [ 6 ]  |
| Carbonfaser-verstärkter Kunststoff (CFK) | hohe Festigkeit durch Endlosfasern als quasiisotrope Laminate             | 900                   | 1,5            | 600                            | [ 7 ]  |
| Carbonfaser-verstärkter Kunststoff (CFK) | höchste Festigkeit durch Endlosfasern als unidirektionales Laminat (T700) | 2100                  | 1,5            | 1400                           | [ 8 ]  |